# José Luis Corcuera
José Luis Corcuera Cuesta (ur. 2 lipca 1945 w Pradoluengo) – hiszpański polityk i działacz związkowy, parlamentarzysta, w latach 1988–1993 minister spraw wewnętrznych.

## Życiorys
Z wykształcenia elektryk. Dzięki stypendium podjął naukę w Escuela de Aprendices de Altos Hornos de Vizcaya w Bilbao. Pracował w przemyśle metalurgicznym. W 1973 dołączył do niejawnej wówczas Hiszpańskiej Socjalistycznej Partii Robotniczej (PSOE) oraz do związku zawodowego Unión General de Trabajadores (UGT). Należał do aktywistów związkowych sektora metalurgicznego.
W latach 1982–1986 i 1993–1994 sprawował mandat posła do Kongresu Deputowanych II i V kadencji. W 1986 sekretarzem wykonawczym we władzach PSOE. Od lipca 1988 do listopada 1993 pełnił funkcję ministra spraw wewnętrznych w rządach Felipe Gonzáleza. Podał się dymisji, gdy stwierdzono niekonstytucyjność części przepisów forsowanej przez niego antyterrorystycznej ustawy (zwanej od jego nazwiska Ley Corcuera). W 2002, po kilkuletnim postępowaniu, został uniewinniony od zarzucanej mu defraudacji środków publicznych.
Od połowy lat 90. nie prowadził aktywnej działalności politycznej. W 2017, po zwycięstwie w partyjnych wyborach krytykowanego przez niego Pedra Sáncheza, ogłosił swoje wystąpienie z PSOE.